# Wioletta Piasecka
Wioletta Piasecka (ur. 4 czerwca 1970 w Elblągu) – polska autorka książek, scenariuszy teatralnych, wierszy, tekstów piosenek oraz słuchowisk radiowych.

## Życiorys
Absolwentka Wydziału Historyczno-Filologicznego Uniwersytetu Gdańskiego, gdzie studiowała filologię polską (specjalizacja – literatura dla dzieci i młodzieży). Ukończyła również rachunkowość na Uniwersytecie Warmińsko-Mazurskim w Olsztynie. Debiutowała w 1999 roku książką dla dzieci Zaczarowana kraina bajek. Pracowała jako korespondent Dziennika Bałtyckiego, pisząc artykuły na tematy społeczne. Publikuje artykuły w czasopismach Guliwer i Biblioteka w Szkole. Współpracuje z Polskim Radiem Lublin, dla którego pisze słuchowiska. Tworzy również teksty piosenek dla teatrów muzycznych. Prowadzi spotkania autorskie na terenie całego kraju, organizowane również zagranicą – m.in. w Stanach Zjednoczonych, Francji, Norwegii, we Włoszech czy na Litwie. Niektóre z jej bajek doczekały się adaptacji teatralnej. W 2019 roku uruchomiła swój kanał na platformie YouTube, gdzie zapowiedziała prace nad swoją pierwszą książką „dla dorosłych”.

## Twórczość

### Literatura
- 1999 – Zaczarowana kraina bajek, Wydawnictwo Quo Vadis
- 2001 – W poszukiwaniu szczęścia. Biografia Andersena, Wydawnictwo Skrzat
- 2003 – Zaczarowane bąbelki, Wydawnictwo DROZD
- 2003 – Sześć życzeń Natalki, Wydawnictwo DROZD
- 2003 – Dwie Małgosie, Wydawnictwo DROZD
- 2003 – Bajka o królewnie, Wydawnictwo DROZD
- 2003 – Bajka na dobranoc, Wydawnictwo DROZD
- 2004 – Dawno temu..., Wydawnictwo DROZD
- 2005 – W poszukiwaniu szczęścia. Biografia H. Ch. Andersena (reedycja), Wydawnictwo DROZD
- 2006 – Włóczęga, Wydawnictwo DROZD
- 2006 – Domek marzeń, Wydawnictwo DROZD
- 2007 – Zasłużyć na fiołki, Wydawnictwo DROZD
- 2009 – Kluseczka, Wydawnictwo DROZD
- 2009 – Kosmiczna przygoda, Wydawnictwo DROZD
- 2010 – Księżniczka dziecięcych serc, Wydawnictwo DROZD
- 2011 – Krówka Modnisia, Wydawnictwo SABA
- 2012 – Mała Cyganeczka, Wydawnictwo Baśniowe
- 2012 – Tańczące Czarownice, Wydawnictwo Baśniowe
- 2016 – Mała Cyganeczka (reedycja), Wydawnictwo NIKO
- 2016 – Tańczące Czarownice (reedycja), Wydawnictwo NIKO
- 2017 – Zagadki piłkarskie. Drużyna marzeń, Wydawnictwo NIKO
- 2017 – A gdzie kurka?, Wydawnictwo NIKO
- 2018 – Faustynka, Wydawnictwo NIKO
- 2018 – Ignaś, Wydawnictwo NIKO
- 2019 – Zagadki piłkarskie II. Z boiska do klubu, Wydawnictwo NIKO
- 2019 – Andersen. W poszukiwaniu szczęścia Wydawnictwo NIKO
- 2020 – Bajeczki dla maluszka, Wydawnictwo NIKO
- 2020 – Karol Wojtyła zanim został papieżem, Wydawnictwo NIKO

### Scenariusze teatralne
- O królewnie, piekarczyku i pieczeniu chleba, napisana dla Teatru Qfer, Gdańsk
- Włóczęga i baśnie, napisana dla Teatru Qfer, Gdańsk
- O królewnie i smoku ze Złotej Góry, napisana dla Teatru Rodziców, Twardogóra
- Bajka z morałem w tle, napisana dla Teatru 365, Warszawa
- Tamtej nocy w Betlejem, napisana dla teatru działającego przy hospicjum w Jordanowie
- Widowisko historyczno-muzyczne, napisane dla zespołu Stu Uśmiechów, Wilno
- W poszukiwaniu szczęścia, biografia Andersena, napisana dla Teatru Rodziców, Twardogóra
- W biurze świętego Mikołaja, napisana dla teatru Zielony Melonik, Rzeszów
- A po co?, napisana dla teatru Zielony Melonik, Rzeszów
- Azorek i Krzyś, napisana dla teatru Zielony Melonik, Rzeszów
- Królewna i smog, napisana dla teatru Zielony Melonik, Rzeszów
- Jakie to proste jest!, napisana dla teatru Zielony Melonik, Rzeszów
- Parada bajek, napisana z okazji nadania imienia Przedszkola nr 3 w Elblągu
- Mikołajowe święta, napisana dla czasopisma Biblioteka w Szkole, Warszawa

### Adaptacje teatralne
- Mała Syrenka, napisana dla Fundacji Kultury Rzeczypospolitej, Wrocław
- Tajemniczy ogród, napisana dla Fundacji Kultury Rzeczypospolitej, Wrocław
- Królowa Śniegu, napisana dla Teatru Muzycznego Syrenka, Warszawa
- Chłopcy z Placu Broni, napisana dla Teatru Muzycznego Syrenka, Warszawa
- Kot w butach, napisana dla Teatru Muzycznego Syrenka, Warszawa
- Piękna i Bestia, napisana dla Teatru Muzycznego Syrenka, Warszawa

### Słuchowiska radiowe
- Baśnie Wioletty Piaseckiej, Polskie Radio Lublin
- Francuskie dyrdymały i sztuka pieczenia chleba, Polskie Radio Lublin

## Nagrody i osiągnięcia
W 2007 roku Dawno temu... została książką roku w konkursie Fundacji Elbląg. W roku 2013 Mała Cyganeczka otrzymała III nagrodę Remusa na Targach Książki „Costerina”, a rok później została lekturą w Wielkim Maratonie Czytelniczym. W 2016 roku opowiadanie Nadzieja znalazło się wśród najlepszych opowiadań, napisanych specjalnie z okazji XX-lecia Targów Książki w Krakowie i wydane w zbiorze 20 autorów na 20-lecie. W roku 2018 książki Ignaś oraz Faustynka, napisane z okazji setnej rocznicy odzyskania przez Polskę niepodległości otrzymały patronat Biura Programu Niepodległa, działającym pod skrzydłami Ministerstwa Kultury i Dziedzictwa Narodowego. W tym samym roku obie książki otrzymały II nagrodę Remusa przyznawaną podczas Targów Książki „Costerina”. W 2019 roku Faustynka została lekturą w Wielkim Maratonie Czytelniczym. W październiku tego roku zajęła I miejsce na liście bestsellerów największej w Polsce księgarni wysyłkowej – Bonito.pl.
Za twórczość dla dzieci i działalność charytatywną otrzymała honorowy wpis w Złotej Księdze Ludzi Wielkiego Umysłu, Talentu i Serca Fundacji „Zdążyć z Pomocą”.